# برندن آگیلرا
برندون آگیلرا (انگلیسی: Brandon Aguilera؛ زادهٔ ۲۸ ژوئن ۲۰۰۳) بازیکن فوتبال اهل کاستاریکا است.
از باشگاه‌هایی که در آن بازی کرده‌است می‌توان به باشگاه فوتبال لیگا دپورتیوا آلاخولنسه اشاره کرد.
وی همچنین در تیم‌های ملی فوتبال جوانان و بزرگسالان کاستاریکا بازی کرده‌است.

## دوران ملی
در ۱۸ مارس ۲۰۲۲، او برای اولین بار برای بازی در تیم ملی فوتبال کاستاریکا دعوت شد تا در بازی‌های پایانی مرحله مقدماتی جام‌جهانی بازی کند. او اولین بازی ملی خود را در ۳۰ مارس در برابر تیم ملی فوتبال ایالات متحده آمریکا انجام داد که ۲ بر صفر کاستاریکا پیروز شد که او جزء ۱۱ مرد اصلی میدان بود و با ارائه کمک برای گل خوان پابلو وارگاس در دقیقه ۵۱، جزئیات کیفیت خود را به یادگار گذاشت.